# Ilse Forster

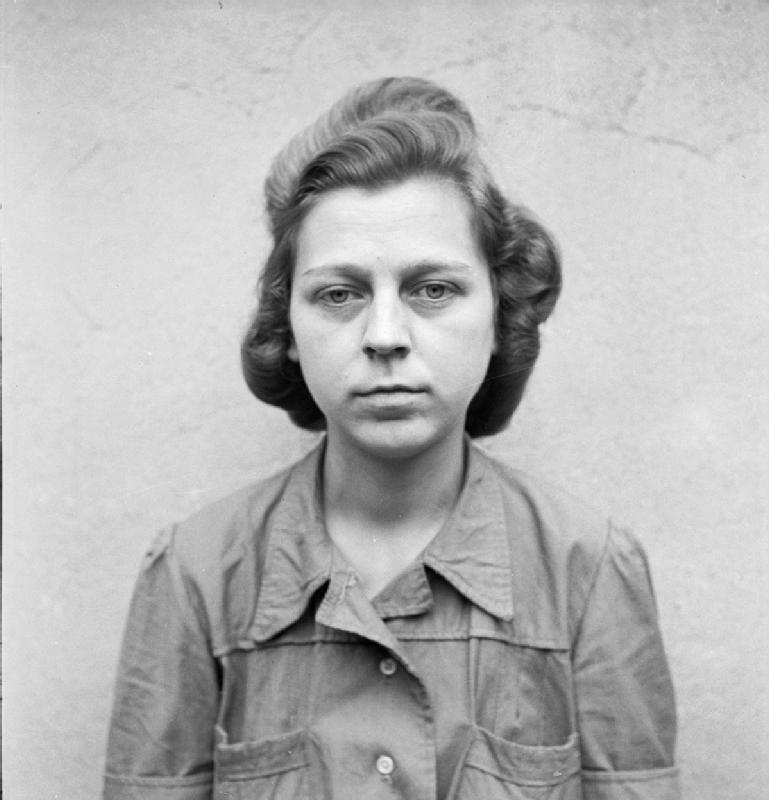
Aufnahme von Ilse Forster vor ihrem Prozess, 1945

Ilse Forster (* 2. September 1922 in Neusalz an der Oder, heute Nowa Sól; † unbekannt) war eine deutsche SS-Aufseherin in Fabriken mit Zwangsarbeitern und im KZ Bergen-Belsen. Sie wurde wegen Kriegsverbrechen im November 1945 zu zehn Jahren Gefängnis verurteilt und 1951 entlassen.

## Leben
Ilse Forster war während des Krieges als Arbeiterin in einer Fabrik in Grünberg (heute Zielona Góra) beschäftigt. Am 17. August 1944 meldete sie sich bei der SS zum Dienst als SS-Aufseherin an und durchlief einen sechswöchigen Lehrgang im Arbeitslager Langenbielau. Anschließend wurde sie in eine Fabrik in Zielona Góra geschickt, wo sie als Aufseherin für Zwangsarbeiter und Häftlinge eingesetzt wurde. Ende Januar 1945 erhielt Forster den Befehl zur Evakuierung von Häftlingen in das Lager Guben. Von dort aus begleitete sie die Inhaftierten in das KZ Bergen-Belsen, wo sie am 17. oder 18. Februar 1945 eintraf. In Bergen-Belsen wurde sie als Aufseherin in den Bädern eingesetzt und nach einigen Tagen als Aufseherin in die Lagerküche versetzt. Dort misshandelte und schlug sie die Häftlinge. Sie blieb in Bergen-Belsen, bis das Lager von der britischen Armee befreit wurde.
Forster wurde im ersten Bergen-Belsen-Prozess in Lüneburg als Angeklagte Nr. 33 wegen der in diesem Lager begangenen Verbrechen angeklagt, am 17. November 1945 zu zehn Jahren Gefängnis verurteilt und am 21. Dezember 1951 entlassen. Ihr weiteres Schicksal ist unbekannt.